# Vanderson
Vanderson de Oliveira Campos (* 21. června 2001), známý jako Vanderson, je brazilský profesionální fotbalista, který hraje na pozici pravého obránce za klub AS Monaco FC a brazilský národní tým.

## Klubová kariéra
Dne 18. prosince 2020 podepsal Vanderson čtyřletou smlouvu s Grêmiem. Svůj profesionální debut v klubu si odbyl 28. prosince 2020 v zápase, ve kterém Grêmio vyhrálo 2:1 nad Atlético Goianiense v Campeonato Brasileiro Série A.
Dne 1. ledna 2022 podepsal Vanderson smlouvu do června 2027 s klubem AS Monaco FC hrající Ligue 1. Přestupová částka zaplacená Grêmiu se pohybovala údajně kolem 11 milionů eur.

## Statistiky

### Klubové
Platí k zápasu hranému 17. května 2025.
| Klub              | Sezóna            | Liga              | Liga   | Liga | Národní pohár | Národní pohár | Kontinentální | Kontinentální | Ostatní | Ostatní | Celkově | Celkově |
| Klub              | Sezóna            | Soutěž            | Zápasy | Góly | Zápasy        | Góly          | Zápasy        | Góly          | Zápasy  | Góly    | Zápasy  | Góly    |
| ----------------- | ----------------- | ----------------- | ------ | ---- | ------------- | ------------- | ------------- | ------------- | ------- | ------- | ------- | ------- |
| Grêmio            | 2020              | Série A           | 5      | 1    | 2             | 0             | —             | —             | —       | —       | 7       | 1       |
| Grêmio            | 2021              | Série A           | 30     | 3    | 5             | 0             | 5             | 0             | 12      | 1       | 52      | 4       |
| Grêmio            | Celkově           | Celkově           | 35     | 4    | 7             | 0             | 5             | 0             | 12      | 1       | 59      | 5       |
| Monaco            | 2021/22           | Ligue 1           | 17     | 2    | 3             | 0             | 2             | 0             | —       | —       | 22      | 2       |
| Monaco            | 2022/23           | Ligue 1           | 31     | 1    | 0             | 0             | 8             | 0             | —       | —       | 39      | 1       |
| Monaco            | 2023/24           | Ligue 1           | 20     | 3    | 3             | 0             | —             | —             | —       | —       | 23      | 3       |
| Monaco            | 2024/25           | Ligue 1           | 29     | 1    | 2             | 1             | 9             | 0             | 1       | 0       | 41      | 2       |
| Monaco            | Celkově           | Celkově           | 97     | 7    | 8             | 1             | 19            | 0             | 1       | 0       | 125     | 8       |
| Celkově v kariéře | Celkově v kariéře | Celkově v kariéře | 132    | 11   | 15            | 1             | 24            | 0             | 13      | 1       | 184     | 13      |

### Reprezentační
Platí k zápasu hranému 5. června 2025.
| Národní tým | Rok     | Zápasy | Góly |
| ----------- | ------- | ------ | ---- |
| Brazílie    | 2023    | 2      | 0    |
| Brazílie    | 2024    | 2      | 0    |
| Brazílie    | 2025    | 2      | 0    |
| Celkově     | Celkově | 6      | 0    |

## Úspěchy
Grêmio
- Poražený finalista Copa do Brasil: 2020
- Campeonato Gaúcho: 2021
- Recopa Gaúcha: 2021